# Tharpyna
Tharpyna is een geslacht van spinnen uit de  familie van de Thomisidae (krabspinnen).

## Soorten
- Tharpyna albosignata L. Koch, 1876
- Tharpyna campestrata L. Koch, 1874
- Tharpyna decorata Karsch, 1878
- Tharpyna diademata L. Koch, 1874
- Tharpyna himachalensis Tikader & Biswas, 1979
- Tharpyna hirsuta L. Koch, 1875
- Tharpyna indica Tikader & Biswas, 1979
- Tharpyna munda L. Koch, 1875
- Tharpyna simpsoni Hickman, 1944
- Tharpyna speciosa Rainbow, 1920
- Tharpyna varica Thorell, 1890
- Tharpyna venusta (L. Koch, 1874)